# Barão de Barcelinhos
Barão de Barcelinhos é um título nobiliárquico criado por D. Maria II de Portugal, por Decreto de 3 de Junho de 1841, em favor de Manuel José de Oliveira.
Titulares
1. Manuel José de Oliveira, 1.º Barão de Barcelinhos;
2. Manuel Correia da Silva Araújo, 2.º Barão de Barcelinhos;
3. Carlos Ramiro Coutinho, 3.º Barão de Barcelinhos, 1.º Visconde de Ouguela.